# Freddie Roach (boxe anglaise)
Freddie Roach est un boxeur américain reconverti en entraîneur. Il est né le 5 mars 1960 à Hillsboro, Mississippi.

## Carrière
Boxeur professionnel entre 1978 et 1986 (après 115 combats amateurs), il met un terme prématurément à sa carrière à 26 ans sur un palmarès de 39 victoires contre 13 défaites. Cet arrêt prématuré est dû aux premier signes de la maladie de Parkinson qui commencèrent à apparaître, son coach (Eddie Futch) lui demanda donc de se retirer, ce qu'il fit après 5 défaites en 6 combats avec son premier entraîneur (et père) Paul Roach. À sa retraite il rejoignit son entraîneur de toujours Eddie Futch pour l’assister.. Il acquiert la notoriété auprès du grand public en permettant à Manny Pacquiao de remporter de multiples titres de champion du monde. Roach est également l'entraîneur  de Virgil Hill, d'Amir Khan, de Julio Cesar Chavez Jr, de Jose Benavidez, de Miguel Cotto, de Lucian Bute, de Georges St-Pierre  et de Jean Pascal. Aujourd'hui, il est atteint de la maladie de Parkinson, maladie dont il pense qu'elle résulte d'un arrêt tardif de sa carrière de boxeur.

## Distinctions
- Désigné entraîneur de l'année par la Boxing Writers Association of America en 2003, 2006, 2008 et 2009[2].